# Granatnik PIAT

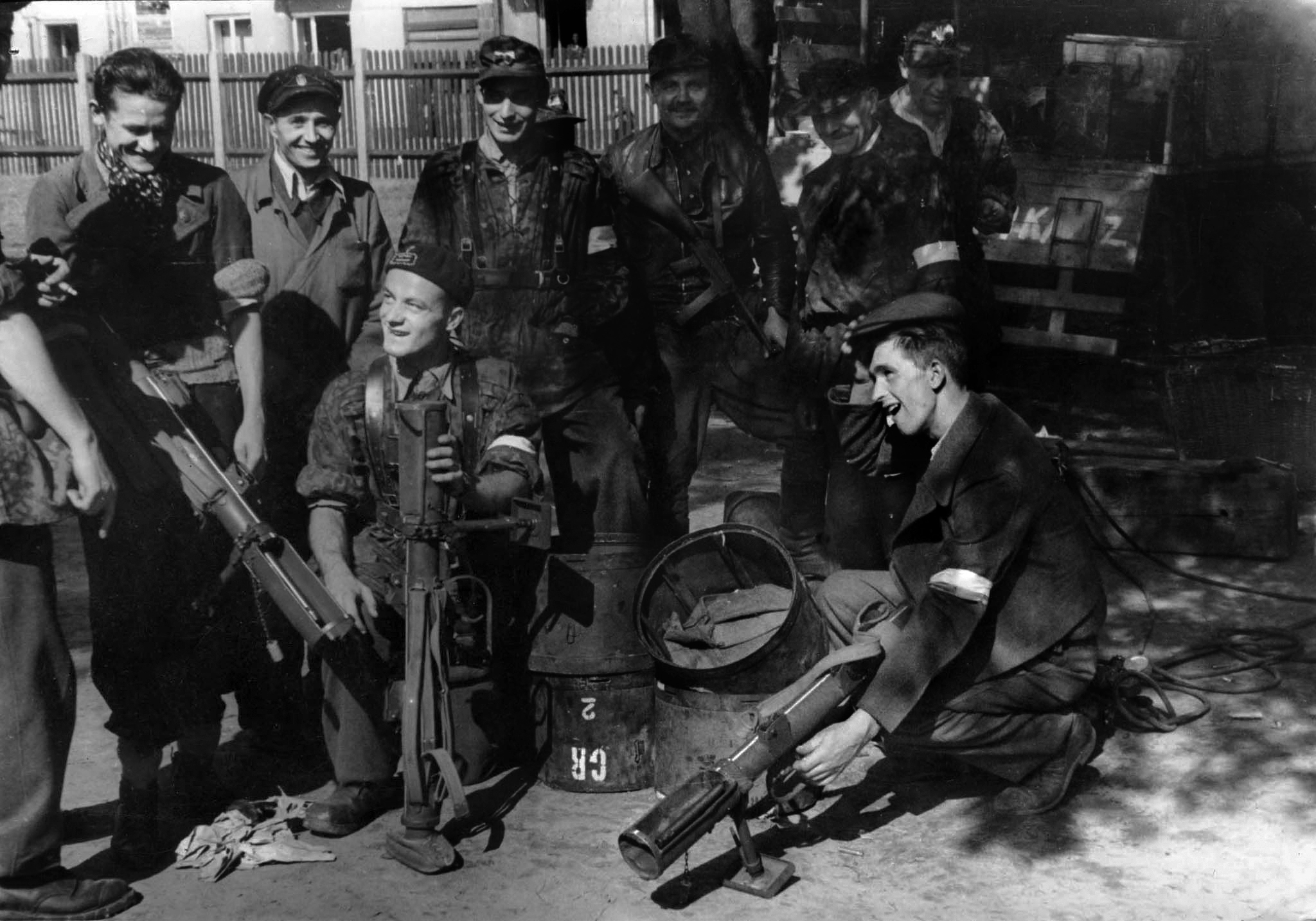
Powstanie warszawskie: Żołnierze z Batalionu „Czata 49” wyciągają z zasobników zrzutowe granatniki PIAT

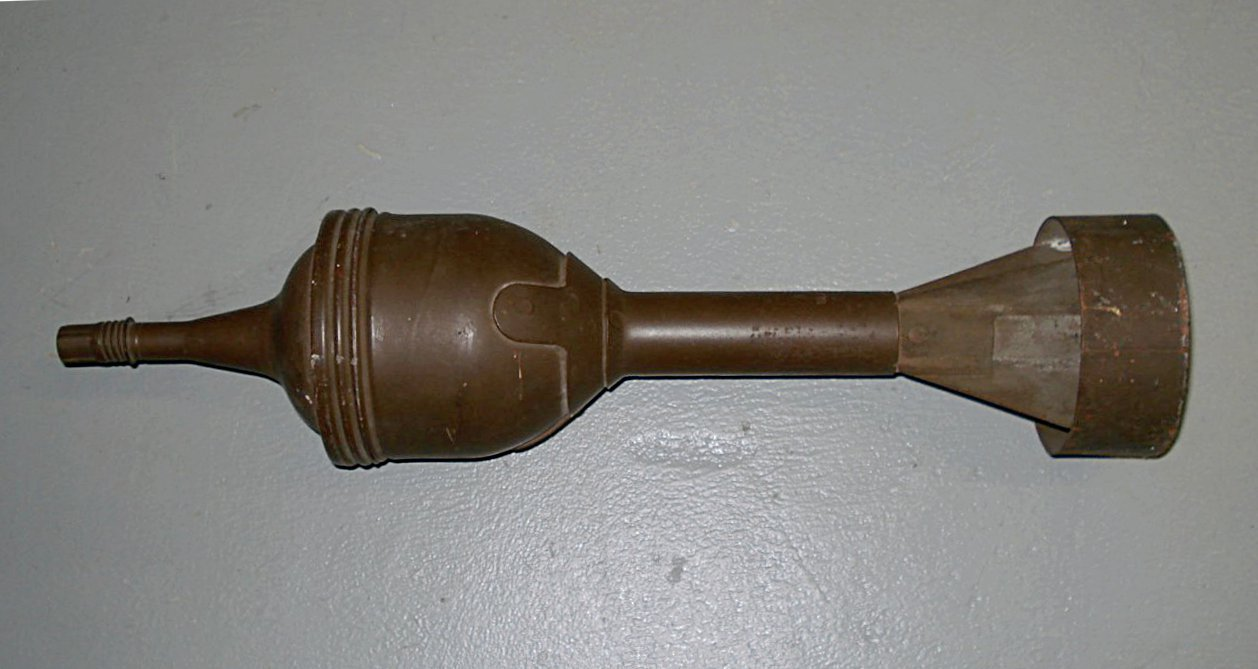
Granat

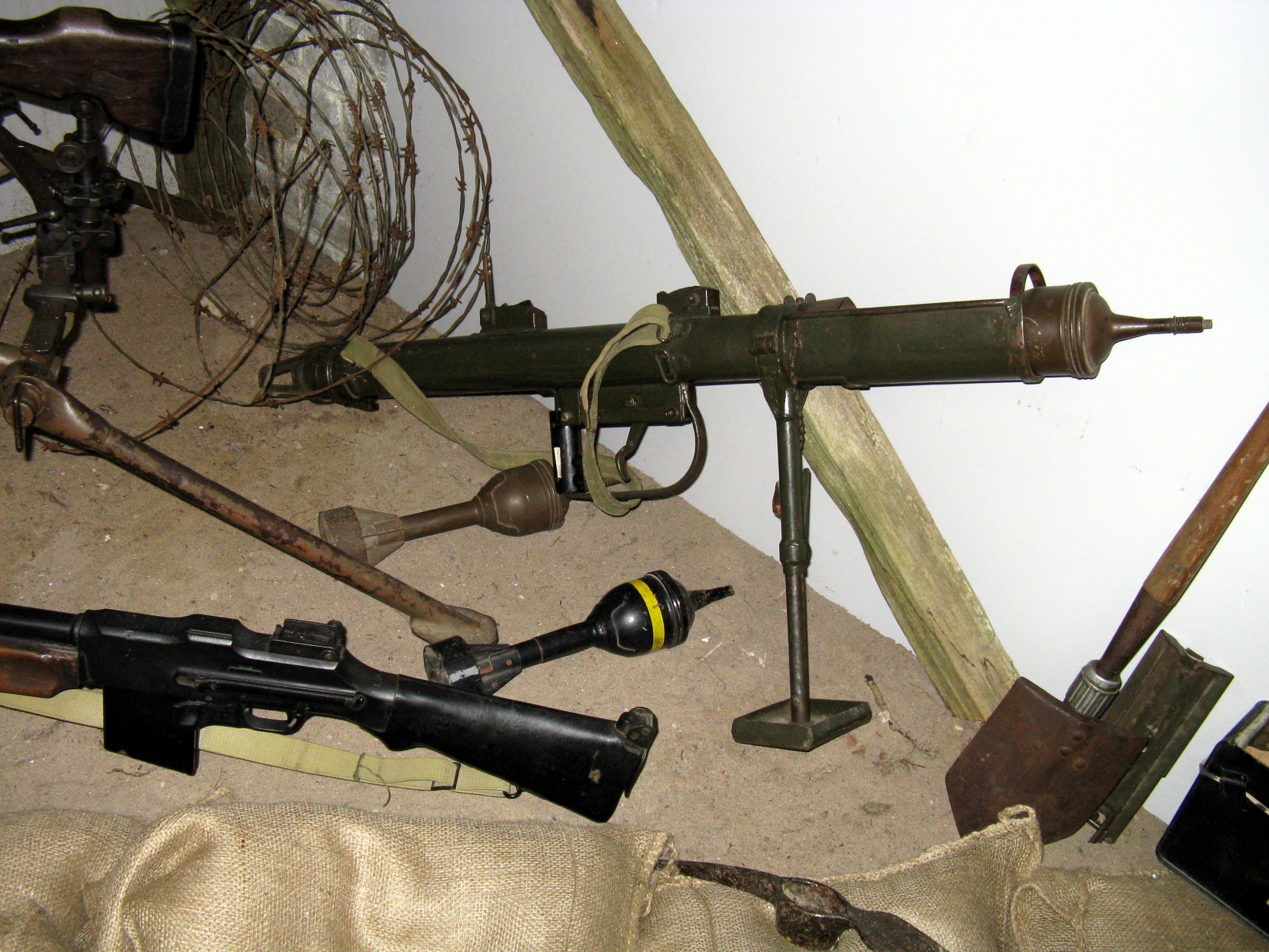
PIAT

Granatnik PIAT (ang. Projector Infantry Anti-Tank) – brytyjski granatnik przeciwpancerny z okresu II wojny światowej.

## Historia
W 1930 brytyjski oficer Stewart Blacker opatentował lekki miotacz granatów, który miał służyć jako lekka broń przeciwpancerna piechoty. W 1937 udoskonalona wersja wykonana w firmie Parnell Aircraft Co. stanęła pod nazwą „Arbalest” do konkursu na lekką broń wsparcia dla piechoty. W konkursie zwyciężył moździerz dwucalowy, jednak konstrukcja „Arbalesta” wzbudziła na tyle duże zainteresowanie, że Blacker (w tym czasie już podpułkownik) został przeniesiony do Sekcji Broni Niekonwencjonalnych I Departamentu Ministerstwa Obrony. Efektem dalszych prac był opracowany pod koniec 1940 Blacker Bombard.
Ponieważ Blacker został w 1941 przeniesiony na inne stanowisko, dalsze prace prowadził major Millis Jefferis. Opracowany przez niego „Baby Bombard 0.625 inch” poddano próbom w czerwcu 1941, jednak uznano, że lekki pocisk burzący elaborowany zbyt małą ilością materiału wybuchowego jest niewystarczająco skuteczny. Pojawił się natomiast pomysł opracowania pocisku kumulacyjnego. W lutym 1942 był on gotowy, a w miesiąc później testy przeszedł granatnik przystosowany do miotania nowego granatu.
Efekty prób były tak dobre, że we wrześniu 1942 nowa broń jako PIAT była produkowana seryjnie. Nowy granatnik miał zastąpić karabiny przeciwpancerne Boys. Według etatu z 1943 każda kompania piechoty miała posiadać trzy PIAT-y. PIAT-y nie miały stałych obsług, szkolenie w ich obsłudze przechodzili wszyscy żołnierze piechoty. Dopiero przed walką dowódca plutonu wyznaczał do obsługi każdego granatnika dwóch żołnierzy: celowniczego (przenosił PIAT-a) i amunicyjnego (przenosił sześć pocisków). Według instrukcji zalecane było otwieranie ognia z najbliższych odległości. Pocisk kumulacyjny wystrzelony z PIAT-a był w stanie przebić pancerz czołgów Panzerkampfwagen IV i Panzerkampfwagen V Panther z dowolnej strony. W przypadku czołgów Panzerkampfwagen VI Tiger możliwe było przebicie pancerza tylnego i bocznego.
Dużą zaletą PIAT-a była możliwość używania go w małych pomieszczeniach (w przypadku granatników Bazooka i Raketenpanzerbüchse Panzerschreck wydostający się do tyłu strumień gazów prochowych po odbiciu się od ścian mógł poparzyć strzelca). Dlatego PIAT-y były przydzielane jako broń wsparcia grupom szturmowym walczącym w miastach (według regulaminu 2–3 granatniki na grupę).
Stosowany był też podczas powstania warszawskiego. 1 sierpnia 1944 Armia Krajowa w Warszawie miała 29 tych granatników. Później przybyło ich dzięki zrzutom alianckim. PIAT był najskuteczniejszą bronią przeciwpancerną jaka dysponowali powstańcy.
Po II wojnie światowej PIAT pozostawał na uzbrojeniu armii brytyjskiej do 1951, kiedy zastąpił go granatnik przeciwpancerny M20 Bazooka.

## Rodzaje granatów
- Bomb H.E./A.T. – granat przeciwpancerny posiadający ładunek kumulacyjny z wkładką z miękkiej stali. W przedniej części znajdował się zapalnik uderzeniowy o działaniu natychmiastowym (F.P. No.425), z tyłu cztery brzechwy. Granat miał kolor zgniłozielony.
- Bomb Drill/A.T. – granat ćwiczebny do nauki ładowania. Identycznego kształtu jak bojowy. Malowany na czarno z białym napisem „Drill”.
- Bomb Praktice Inert/A.T. – granat ćwiczebny jednorazowego użytku. Zamiast materiału wybuchowego posiadał wypełnienie o identycznej masie.
- Shot Praktice/A.T. – granat ćwiczebny wielorazowego użytku. Miał inny kształt niż granat bojowy i dlatego wymagał stosowania specjalnej wkładki montowanej w granatniku.

## Opis konstrukcji
Granatnik przeciwpancerny miał dość nietypową konstrukcję i sposób działania. Wewnątrz rurowej komory zamkowej znajdował się umieszczony na wodzidle trzon zamkowy podparty sprężyną powrotną. Wewnątrz trzonu zamkowego znajdowała się żerdź napinająca, zakończona iglicą. Z zewnątrz trzon zamkowy otaczało suwadło pełniące także funkcję prowadnicy sprężyny powrotnej. Przednia część komory zamkowej pełniła funkcję łożyska granatu. Od spodu do broni był umocowany mechanizm spustowy, a na wierzchu komory zamkowej znajdowały się przyrządy celownicze składające się z muszki i celownika o dwóch przeziernikach.
Przygotowanie broni do strzelania zaczynało się od napięcia sprężyny powrotnej. Najłatwiej było to wykonać w postawie stojącej. Po złożeniu przyrządów celowniczych i odbezpieczeniu broni granatnik należało ustawić kolbą na ziemi (pionowo). Następnie stanąć na kolbie, tak aby kabłąk osłony spustu znajdował się z prawej strony. Następnie schylić się, chwycić za uchwyt mechanizmu spustowego i pociągnąć do góry całą komorę zamkową o około 7,5 mm, a potem przekręcić ją o 45 stopni w prawo. Później jednym gwałtownym ruchem wyprostować ciało, ciągnąc komorę zamkową w górę o około 30 cm, aż do usłyszenia trzasku zaczepu kurkowego. Po napięciu sprężyny należało zabezpieczyć granatnik i nasunąć komorę zamkową na wystającą żerdź napinającą i przekręcić granatnik w lewo (następuje połączenie zderzaka z nakrętką komory zamkowej).
Następnie ładowany był granat. Spust ściągało się dwoma palcami (wskazującym i środkowym).
Naciśnięcie spustu zwalniało suwadło z trzonem zamkowym. Pchnięte do przodu sprężyną powrotną uderza iglicą w spłonkę granatu. Ciśnienie gazów prochowych miota granat i jednocześnie powoduje odrzucenie trzonu zamkowego do tyłu, gdzie jest zatrzymywany na zaczepie kurkowym. Granatnik można ponownie załadować granatem lub zwolnić sprężynę powrotną. W warunkach bojowych, jeśli broń była zbyt słabo trzymana, sprężyna powrotna nie napinała się i po strzale trzeba ją było ponownie napinać ręcznie.
Ponieważ granatnik miał bardzo silny odrzut, zakończenie komory zamkowej pełniące funkcję kolby było wyposażone w gumową nakładkę osłoniętą brezentem.

## Dane taktyczno-techniczne
| Wzór                                     | PIAT                                  |
| Masa broni niezaładowanej (kg)           | około 14,5                            |
| Długość (mm)                             | 990                                   |
| Zasięg maksymalny do celów ruchomych (m) | 105                                   |
| Zasięg maksymalny (m)                    | 319                                   |
| Kaliber granatu (mm)                     | 86                                    |
| Długość granatu (mm)                     | 400                                   |
| Masa granatu kumulacyjnego (kg)          | 1,2                                   |
| Prędkość początkowa (m/s)                | 137                                   |
| Przebijalność pancerza (mm)              | 100 mm przy kącie trafienia 30 stopni |